# Радзявичюс, Альфонсас Андреевич
Альфонсас Андреевич Радзявичюс (лит. Alfonsas Radzevičius; 19 марта 1905, Екатеринослав, Российская империя — 31 марта 1979, Вильнюс, Литовская ССР) — литовский советский актёр и режиссёр. Заслуженный артист Литовской ССР (1947). Лауреат Сталинской премии (1947).

## Биография
Родился 6 (19 марта) 1905 года Екатеринослава (ныне Днепр, Украина).
В 1926—1929 годах обучался в Государственной театральной школе актёрского мастерства в Каунасе. Ученик Б. Ф. Даугуветиса. После окончания школы-студии был принят в Каунасский государственный театр (1929—1931).
В 1931—1935 и в 1939—1943 годах выступал на сцене Шяуляйского драмтеатра, в 1935—1939 года — артист Клайпедского драматического театра.
В 1943—1947 годах — актёр Вильнюсского городского театра. В 1947—1950 годах — главный режиссёр и художественный руководитель драматического театра в Каунасе.
Педагог. Преподавал актёрское мастерство в Каунасе и в культурно-просветительном техникуме в Вильнюсе.
В 1966—1975 годах руководил Государственным комитетом по радио и телевидению Литовской ССР.
Автор книги воспоминаний «Этюды театральной жизни» (1983).
Умер 31 марта 1979 года в Вильнюсе.

### Роли в театре
- «Враги» М. Горького — Николай Васильевич Скроботов
- «Машенька» А. Н. Афиногенова — Окаёмов
- «Доля предрассветная» Б. Сруоги — Гуща
- «Незримое оружие» А. А. Гудайтиса-Гузявичюса — Антанас Сметона
- «Смерть коммивояжёра» А. Миллера — Вилли Ломен
- «Совесть» по Д. Г. Павловой — Якимов

### Режиссёрские работы
- 1940 — «Беспокойная старость» Л. Н. Рахманова
- 1947 — «Молодая гвардия» А. А. Фадеева
- 1948 — «Жизнь в цитадели» А. М. Якобсона
- 1958 — «Блудный сын» Э. Н. Раннета

### Фильмография
- 1956 — Игнотас вернулся домой — крестьянин
- 1959 — Юлюс Янонис — начальник охранки
- 1965 — Двое в маленьком городке (короткометражный) — главная роль
- 1967 — Игра вторая (к/м в киноальманахе «Игры взрослых людей») — сторож
- 1969 — Да будет жизнь! — эпизод
- 1970 — Вся правда о Колумбе — Валентинас
- 1972 — Тадас Блинда — помещик Бернардас Груйнюс; Геркус Мантас — вождь пруссов
- 1973 — Сказки наших дней — чёрт /бог
- 1974 — Садуто туто — сосед Пятраса по коммунальной квартире
- 1977 — Земля-кормилица — старейший житель деревни

## Награды и премии
- заслуженный артист Литовской ССР (1947)
- Сталинская премия второй степени (1946) — за исполнение роли Николая Васильевича Скроботова в спектакле «Враги» М. Горького (1946) на сцене ЛитГТД